# سكوت ألارديس
سكوت ألارديس (بالإنجليزية: Scott Allardice) لاعب كرة قدم اسكتلندي يلعب مع نادي إنفيرنيس كالدونيان ثيسل.